# Moscova, a treia Romă

Stemă mică a Imperiului Rus cu vulturul bicefal, care fusese mai înainte stema Imperiului Bizantin

Moscova, a treia Romă  (în rusă Москва — Третий Рим) este un concept teologic și politic care susține că Rusia este succesorul de drept al Imperiului Roman, iar Moscova este o a „treia Romă”, succesoarea „primei Rome”, Roma Antică, capitala Imperiului Roman, și a celei de-a „doua Rome”, Constantinopol, capitala Imperiului Roman de Răsărit.  

## Conceptul
„Moscova a treia Romă” este un concept teologic și politic care a fost formulat în secolele XV-XVI în Marele Cnezat al Moscovei.

În acest concept, pot fi găsite trei câmpuri ideatice care se întrepătrund și sunt legate între ele:
- Teologic, legat de fundamentarea necesității și inevitabilității unității  ortodoxiei. Această unitate presupunea existența unui singur centru spiritual care, după căderea Romei, a devenit Constantinopolul, iar după cucerirea acesteia din urmă de către musulmani, ar fi trebuit să devină Moscova.
- Socio-politic: bazat pe existența unității teritoriilor slavilor estici unite de credința ortodoxă comună , legați din punct de vedere istoric  și cultural.
- Doctrina statală, conform căreia cnezul Moscovei trebuia să acționeze suveran suprem (suveran și legiuitor) al națiunilor creștine ortodoxe răsăritene. În același timp, biserica trebuia să îl ajute pe suveran în exercitarea funcție sale administrative autocratice, care decurgea de la Dumnezeu. [2]

## Istoric

### Până la căderea Constantinopolului
După cucerirea orașului Veliko Tărnovo de către turcii otomani în 1393, mai mulți clerici bulgari s-au refugiat în teritoriile rusești și au adus cu ei ideea transferului de putere către a treia Romă. Această idee a fost readusă în actualitate în timpul domniei lui Boris din Tver, când călugărul Foma din Tver a scris Laudă Cucernicului Mare Cneaz Boris Alexandrovici.

### După căderea Constantinopolului

Simbolul Paleologilor, ultima dinastie a Imperiului Bizantin

În anii care au urmat cuceririi Constantinopolului de către Mahomed al II-lea, sultanul Imperiului Otoman pe 29 mai 1453, mai mulți credincioși ortodocși au numit Moscova „a treia Romă” sau „Noua Romă”.
În 1453, Constantinopolul a fost cucerit de turci, iar ultimul teritoriu al Imperiului Bizantin care mai rămăsese neocupat,   Trapezuntul, a fost cucerit de turci în 1461. Chiar mai înainte de cucerirea Constantinopolului, statele slavilor din Balcani căzuseră sub stăpânirea turcilor. Căderea Constantinopolului a provocat uriașe temeri în rândurile ortodocșilor, dintre care mulți au considerat acest eveniment ca un semn că Sfârșitul lumii era aproape – în 1492 era anul 7000 Anno Mundi (de la Facerea Lumii). Existau și alții care considerau că împărații Sfântului Imperiu Roman – în ciuda faptului că apartenenție la Biserica Catolică) – erau cei care luaseră locul împăratului bizantin. Existau de asemenea credincioși care sperau că orașul Constantinopol avea să fie eliberat în curând. Problema cea mai mare din punctul de vedere al ortodocșilor era că biserica răsăriteană rămăsese fără basileul ortodox. Din acest motiv, era căutat un nou monarh care să devină noul basileus. În aceste timpuri au apărut povești despre căderea Constantinopolului (precum Повести о взятии Царьграда турками в 1453 г - „Povestea luării Țarigradului de către turci în 1453”  atribuită lui Nestor Iskander ), care au cucerit o mare popularitate în Cnezatul Moscovei, în care se afirma că rusii îi vor învinge pe musulmani, iar regele creștin va deveni noul basileus în „Orașul celor Șapte Coline” – Constantinopol. Marele Cneaz al Moscovei rămăsese în acele timpuri cel mai puterni monarh ortodox. Ivan al III-lea s-a căsătorit cu Sofia Palaiologhina și în timpul domniei sale a reușit să scuture jugul tătarilor din Hoardei de Aur, cucerindu-și astfel independența. 
Toate acestea au întărit pretențiile Moscovei la supremație în lumea ortodoxă. Pe această bază s-a conturat obiceiul încoronării suveranilor de la Moscova, adoptarea titlului imperial și a simbolului heraldic bizantin, proclamarea patriarhiei și a dus la apariția a trei legende:
- Legenda gulerului și coroanei regale primite de Vladimir al II-lea Monomahul de la Constantin al IX-lea Monomahul.
- Legenda lui Ruric ca descendent al lui Pruss, care ar fi fost fratele lui Octavianus Augustus.
- Legenda potcapului alb, simbol al independenței bisericii ruse. Acest potcap ar fi fost dăruit de Constantin cel Mare papei Silvestru I. Urmașii acestuia din urmă ar fi trimis potcapul la Constantinopol, iar patriarhul Filotei Kokkinos l-ar fi dăruit cnejilor Novgorodului, de unde ar fi ajuns în cele din urmă  la mitropoliții Moscovei.

Cu toate acestea, eliberarea Constantinopolului era încă un nerealizabil – statul Moscovit  nu a avut nicio ocazie să lupte cu Imperiul Otoman pentru câteva secole.

### Sfârșitul secolului al XV-lea
Ideea „Moscova - a treia Romă” a reapărut la sfârșitul secolului al XV-lea. Astfel, în 1492, mitropolitul Moscovei  Zosima a reafirmat clar această în lucrarea sa  Prezentarea Paștilor (rusă "Изложение пасхалии"),, când l-a numit pe Ivan al III-lea „suveran și autocrat al întregii Rusii, noul țar Constantin al noului oraș Constantinopol - Moscova și al întregului ținut rus și a multor alte țări suverane”. Această idee este mai bine cunoscută din lucrarea călugărului Filofei, care la începutul secolului al XVI-lea declara:
„Și dacă vă aranjați bine împărăția, veți fi un fiu al luminii și un locuitor al înaltului Ierusalim și, așa cum v-am scris mai sus, acum vă spun: păstrează și ai grijă, rege pios, că toate împărățiile creștine s-au reunit în al vostru, că cele două Rome au căzut și a treia rezistă, iar a patra nu va mai fi. Iar împărăția ta creștină nu va fi înlocuită cu alta, după marele teolog, iar, va deveni realitate pentru biserica creștină, cuvântul binecuvântatului David: „Iată pacea mea în vecii vecilor, mă voi așeza aici, așa cum mi-am dorit”.”
Cărturarii de la Moscova au explicat căderea Constantinopolului ca pe o pedeapsă divină pentru unirea cu Biserica Catolică la Conciliul de la Ferrara-Florența, deși majoritatea grecilor s-au opus acesteia, iar primul patriarh întronat după cucerirea Constantinopolului în 1453, Ghenadie al II-lea, a fost liderul antiounioniștilor.  
La Sinodul de la Constantinopol (1484) unirea bisericească a fost anulată. După ce și-a piedut basileul după cucerirea turcă, patriarhul Constantinopolului și-a piedut o bună parte a atorității. Pe de altă parte, monarhii ruși s-au atoproclamat în scurtă vreme  țari, echivalentul slav pentru imperator sau basileu, (acest titlu fusese deja utilizat de Ivan al III-lea). Țarii au considerat că, de vreme ce centrul puterii politice ortodoxe se mutase la Moscova, mitropolitul Moscovei trebuia să deveină capul Bisericii Ortodoxe. Textul jurămantului episcopilor moscoviți redactat în 1505-1511 condamna hirotonirea mitropoliților din Constantinopol, despre care afirma că: „hirotonirea în pământurile turcilor de către țarul păgân.
Biserica Ortodoxă Rusă și-a proclamat autocefalie în 1448 pe baza respingerii oficiale a Filioque, iar doctrina „Moscovei, a treia Romă” s-a născut în mod oficial.
Manifestarea acestui sentimen a început în timpul domniei lui Ivan al III-lea al Rusiei, care s-a autoproclamat țar (cezar) și s-a căsătorit cu Sofia Palaiologhina. Sofia era nepoata lui Constantin al XI-lea Paleologul, ultimul împărat bizantin. După regulile și legile monarhiilor ereditare urmată de majoritatea caselor regale ale vremii, Ivan ar fi putut să susțină că el și urmașii săi sunt moștenitori ai  Imperiului Bizantin, dar tradițiile romane ale imperiului nu au recunoscut niciodată moștenirea automată a tronului imperial.

### Secolul al XVI-lea și următoarele
Fratele Sofiei, Andreas Pelolog, era primul îndreptățit să moștenească tronul imperial bizantin. Andreas a murit în 1502, după ce își vânduse titlurile și drepturile regale și imperiale lui Ferdinand al II-lea de Aragon și Isabelei I a Castiliei. O mai puternică revendicare s-a bazat pe simbolismul religios. Credința Ortodoxă se sprijinea pe noțiunile și identitatea bizantine și pe elementele care le diferenția de „barbari”. Vladimir cel Mare a convertit Rusia Kieveană la creștinismul ortodox în 988 și s-a căsătorit cu o prințesă bizantină.
„Privilegiile liturgice de care s-a bucurat împăratul bizantin au fost transferate țarului moscovit. În 1547, de exemplu, când  Ivan al IV-lea (cel Groaznic) a fost încununat țar, nu numai că a fost uns, așa cum fusese uns bazileul bizantin după sfârșitul secolului al XII-lea, dar i s-a permis și să se împărtășească în altar.”
Cu puțin timp înainte ca  Iosif al II-lea să moștenească Țările Ereditare ale Casei de Habsburg, el a călătorit în 1780 în Rusia. În timpul discuțiilor pe care le-a avut cu Ecaterina cea Mare, aceasta i-a declarat că ea va reînvia Imperiul Bizantin și că îl va încorona pe nepotul ei, Constantin, ca împărat al Constantinopolului.

#### Lumea rusă
Lumea rusă este un concept eclesiologic prin formă, dar în esență  geopolitic. Acest concept a fost lansat pe 3 noiembrie 2009 în discursul patriarhului Chiril al Moscovei, definit de acesta ca „spațiu al civilizației comune” al țărilor care au în comun religia ortodoxă, cultura și limba rusă și memoria istorică.
După eșecul istoric al doctrinelor celei de-a treia Rome, care viza întreaga lume creștină, și a slavofiliei, care era destinată lumii slave,  „Lumea rusă”  s-a concentrat numai în popoarele slave ortodoxe din Europa Răsăriteană, adică în Ucraina și Belarus, ceea ce a dus în cele din urmă la  izolarea Bisericii Ortodoxe Ruse.

## Vedeți și:
- Sfânta Rusie
- Imperiul Rus
- Noua Romă
- A doua Romă
- Translatio imperii

## Bibligrafie suplimentară
- Strémooukhoff, Dimitri (1953). „Moscow the Third Rome: Sources of the Doctrine”. Speculum. 28 (1): 84–101. doi:10.2307/2847182.
- Wolff, Robert Lee (1959). „The Three Romes: The Migration of an Ideology and the Making of an Autocrat”. Daedalus. 88 (2): 291–311. ISSN 0011-5266.
- Marshall, T. Poe (10 octombrie 1997). „"Moscow, the Third Rome" the origins and transformations of a pivotal moment” (PDF). ucis.pitt.edu. Arhivat din original (PDF) la 16 octombrie 2019.
- Ostrowski, Donald (2006). „"Moscow the Third Rome" as Historical Ghost”.  În T. Brooks, Sarah. Byzantium: Faith and Power (1261—1557). Perspectives on Late Byzantine Art and Culture (în engleză). Yale University Press. pp. 170–179. ISBN 978-1-58839-208-4 – via Academia.edu.
- E. Kalb, Judith (2008). Russia's Rome: Imperial Visions, Messianic Dreams, 1890–1940. United States of America: The University of Wisconsin Press. ISBN 978-0-299-22920-7.
- Klimenko, Anna N.; Yurtaev, Vladimir I. (21 noiembrie 2018). „The "Moscow as the Third Rome" Concept: Its Nature and Interpretations since the 19th to Early 21st Centuries”. Geopolítica(s). Revista de estudios sobre espacio y poder (în engleză). 9 (2): 253–289. doi:10.5209/GEOP.58910 . ISSN 2172-7155.
- Laats, Alar. „The concept of the Third Rome and its political implications” (PDF).